# Polizia scolastica Duklyon
Polizia scolastica Duklyon (学園特警デュカリオン?, Gakuen tokkei DYUKARION), noto semplicemente come Duklyon, è uno shōnen manga pubblicato nel 1992 dalle CLAMP.
Il manga parla di due ragazzi che frequentano l'Istituto CLAMP, rispettivamente Kentaro Higashikunimaru e Takeshi Shukaido, che sono spesso chiamati a proteggere la scuola indossando delle armature futuristiche, palese parodia di molti supereroi Nipponici come i Power Rangers. Sono letteralmente comandati da Eli Chusonji, la loro leader, con l'insana abitudine di colpire la testa dei suoi subordinati con un maglio. La parte comica viene enfatizzata soprattutto dal fatto che il principale cattivo della storia si è innamorato di Eli.
Come CLAMP Detective, Il ladro dalle mille facce e X, la storia si svolge all'interno dell'Istituto CLAMP, fondato dalla famiglia Imonoyama. La serie non è mai stata trasposta in animazione, ma i protagonisti appaiono sia in Tsubasa RESERVoir CHRoNiCLE, sia in alcuni episodi di CLAMP Detectives, ed anche in CLAMP in Wonderland.

## Trama

I protagonisti di Duklyon in CLAMP IN WONDERLAND.

Duklyon è il nome di una panetteria presente nel campus dell'istituto, che compare anche in Card Captor Sakura, Chobits, xxxHOLiC. Questa panetteria nasconde però la base di un trio di supereroi conosciuti come Duklyon, membri di un corpo di polizia speciale fondato da Nokoru Imonoyama (che è anche il capo dei CLAMP Detective). Mentre Kentaro e Takeshi, amici di infanzia, si occupano del lavoro sporco, la loro leader, Eri, raramente scende in combattimento, ma è sempre pronta a maltrattare i due ragazzi.
I loro nemici principali sono quelli dell'Imonoyama Shopping District, il cui scopo è dominare il mondo. Capitanati da Kotobuki Sukiyabashi, un compagno di scuola di entrambi i protagonisti, il gruppo dell'Omonoyama rapisce spesso delle persone all'interno della scuola, come successe come Otako Okawa (da CLAMP Detective e Il ladro dalle mille facce), ma finiscono sempre per essere sconfitti dai Duklyon.

## Personaggi
Nokoru Imonoyama
Il fondatore dei Duklyon che è anche il capo dei CLAMP Detective, organizza le battaglie e gli attacchi studiando tutte le strategie possibili per sconfiggere gli avversari dell'Imonoyama Shopping District. Molto determinato, riesce a coinvolgere chiunque in una battaglia eccentrica e speranzosa perfino senza combattere riesce a fermare le azioni del nemico ed è per questo che nella città è conosciuto come una leggenda in grado di abbattere qualunque cosa. 
Kentaro Yan
Uno dei due ragazzi che combattono sempre come i guerrieri Duklyon e spazzano via gli avversari dell'Imonoyama Shopping District molto facilmente. Lui e Takeshi sono amici d'infanzia ed entrambi vengono maltrattati dal loro capo, Eri, anche se la donna nutre affetto per l'intero gruppo Duklyon. Combatte come il guerriero Duklyon dell'acqua, ovvero quello dall'armatura blu. 
Takeshi Nanbari
Uno dei due ragazzi che combattono sempre come i guerrieri Duklyon e spazzano via gli avversari dell'Imonoyama Shopping District molto facilmente. Lui e Kentaro sono amici d'infanzia ed entrambi vengono maltrattati dal loro capo, Eri, anche se la donna nutre affetto per l'intero gruppo Duklyon. Combatte come il guerriero Duklyon del fuoco accesso, ovvero quello dall'armatura rosso scuro. 
Eri
La leader dei guerrieri Duklyon dai capelli rossi e il vice-capo dell'intero gruppo, dopo Nokoru. Dall'aspetto di un'affascinante ragazza vestita fin dai capelli ai piedi di rosso, lascia i lavori sporchi ai veri guerrieri del gruppo, ovvero Kentaro e Takeshi, e raramente scende in campo di battaglia, ma quando lo fa sconfigge molto facilmente gli avversari dell'Imonoyama Shopping District. Come il vero capo del gruppo, rimane molto nel mistero anche se riesce a divertirsi nel combattere e stare con la polizia scolastica (Duklyon) nonostante non lo dimostri. Infatti anche se maltratta brutalmente i due ragazzi, nutre affetto per l'intero gruppo.